# James Mirrlees

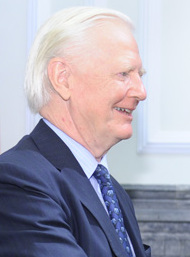
James Mirrlees, 2010

James Alexander Mirrlees (* 5. Juli 1936 in Minnigaff, Schottland; † 29. August 2018 in Cambridge) war ein britischer Ökonom. Zusammen mit William Vickrey erhielt er 1996 den Alfred-Nobel-Gedächtnispreis für Wirtschaftswissenschaften für seine Beiträge zur ökonomischen Theorie von Anreizen bei unterschiedlichen Graden von Information der Marktteilnehmer.

## Leben
Er war 1962/63 im Zentrum für internationale Studien in Neu-Delhi in Indien tätig. Er studierte Mathematik an der Universität Edinburgh und promovierte 1963 am Trinity College der Universität Cambridge, in dem er bis 1966 als Dozent für Volkswirtschaftslehre arbeitete. Von 1968 bis 1995 hatte er eine Professur an der Universität Oxford. 1981 wurde er in die American Academy of Arts and Sciences aufgenommen. 1984 wurde er zum Mitglied der British Academy und 1989 der Academia Europaea gewählt, 1999 zum Mitglied der National Academy of Sciences. Seit 1995 hatte er eine Professur für Politische Ökonomie an der Universität Cambridge. Er lehrte regelmäßig an der Chinesischen Universität Hongkong.
Er war Mitbegründer des Ende Oktober 2009 gegründeten Institute for New Economic Thinking (INET), um neue Denkansätze für die Volkswirtschaftslehre zu entwickeln.

## Forschung
James Mirrlees' Ergebnisse hatten direkten Einfluss auf die Tarifpolitik von Versicherungen und die Steuerpolitik.

### Steuerpolitik
Einkommenssteuern sind ein Beispiel für eine wirtschaftliche Situation mit unvollkommener Information. Während der Fiskus nur unvollständig über die individuellen Merkmale der Steuerzahler und die der Besteuerung zugrunde liegenden Verhältnisse informiert ist, nutzen die Steuerzahler ihren Informationsvorsprung, um geringere Steuerbeträge abzuführen. Um Steuervermeidung oder -hinterziehung zu verhindern, sollte das Steuersystem die richtigen Anreize für Steuerzahler geben. Mitte der 1940er (1945 und 1947) griff Vickery das Thema der optimalen Besteuerung auf. In seiner Analyse betonte Vickrey, dass ein progressives Steuersystem die Anreize des Einzelnen, sich anzustrengen, beeinträchtigen würde. Daher formulierte er das Problem neu, und zwar sowohl im Hinblick auf das Anreizproblem – dass jeder Einzelne bei der Wahl seiner Arbeitsanstrengungen den Steuertarif berücksichtigt – als auch auf die asymmetrische Information – dass die Produktivität der Einzelnen in der Praxis dem Staat nicht bekannt ist. Er formulierte eine prinzipielle Lösung des Problems, schaffte es aber nicht, die mathematischen Komplikationen zu bewältigen. 1971 gelang Mirrlees in dem Artikel An exploration in the theory of optimum income taxation durch revolutionärer Handhabung von asymmetrischer Information die Ermittlung von neuen Anreizstrukturen. Damit entstand eine neue Theorie der Einkommensbesteuerung. Weil Mirrlees von einer verteilungspolitisch orientierten Regierung ausging, gewichtete er den Nutzen von Ärmeren höher als von Reichen. Dadurch werden besser Verdienende prozentual höher belastet als Individuen von unteren Einkommensschichten. Durch die hohen Steuersätze haben reiche Individuen Interesse der Steuer auszuweichen. Um dies zu vermeiden, sind die empfohlenen Spitzensteuersätze wesentlich niedriger als die damals geltenden Steuersätze. Neben theoretischen Einzelheiten, die das Verständnis von Einkommensteuern wesentlich erneuerten, besaß die Theorie auch weitreichenden politischen Einfluss. Sie wirkte sich auf amerikanische Steuerreformen aus und mit Ronald Reagan war ein Sympathisant für niedrige Spitzensteuersätze gefunden.
Mirrlees' Arbeiten aus den Jahren 1971 und 1976 führten zu einigen wissenschaftlichen Errungenschaften. Ideen aus diesen Aufsätzen wurden später von anderen formalisiert, insbesondere von Roger B. Myerson. 1982 formulierte Myerson das Revelationsprinzip, ein grundlegendes Prinzip der Mechanismus-Design-Theorie.

## Rezeptionen
»Robert Wilson has expressed this eloquently: For twenty years the general theory of taxation has been founded substantially on the seminal contribution by James Mirrlees. It is also the foundation for related topics that have become mature fields of study: the theory of regulation, price discrimination of various forms, nonlinear pricing and Ramsey pricing generally, contracting (labor contracts, principal-agent relationships, procurement, risk-sharing). Like the implications of Einstein's theory of relativity for physics, the methodological implications of Mirrlees' formulation and analysis infuse every topic in macroeconomic theory where incentives and/or private information are relevant.«.
– Dixit Avinash, Timothy Besley: James Mirrlees' contributions to the theory of information and incentives, 1997, S. 208.

## Werke (Auswahl)
- An exploration in the theory of optimum income taxation (1971)
- Models of economic growth (1973)
- Social benefit-cost analysis and the distribution of income (1978)
- Welfare, incentives, and taxation (2006)
- Dimensions of tax design (2010)
- Tax by design (2011)

### Abschnitt Steuerpolitik
- Vickrey William: The effect of averaging on the cyclical sensitivity of the yield of the income tax. In: Journal of Political Economy. 53.3, 1945, S. 275–277 (PDF; 529 KB).
- Vickrey William: Agenda for progressive taxation. Ronald Press, 1947.
- Mirrlees James: An exploration in the theory of optimum income taxation. In: The Review of Economic Studies. 38.2, 1971, S. 175–208 (PDF; 3,5 MB).
- F. A. Brockhaus (Hrsg.): Nobelpreise : Chronik herausragender Leistungen. F. A. Brockhaus GmbH, Mannheim/Leipzig 2001. ISBN 3-7653-0491-3. S. 976.
- Dixit Avinash, Timothy Besley: James Mirrlees' contributions to the theory of information and incentives. In: The Scandinavian Journal of Economics. 99.2, 1997, S. 207–235 (PDF; 2,5 MB).
- The Sveriges Riksbank Prize in Economic Sciences in Memory of Alfred Nobel 1996. Nobel Prize Outreach, abgerufen am 20. September 2021.
- Mirrlees James: The optimal structure of incentives and authority within an organization. In: The Bell Journal of Economics. 1976, S. 105–131 (PDF; 2,0 MB)
- Myerson Roger B.: Optimal coordination mechanisms in generalized principal–agent problems. In: Journal of Mathematical Economics. 10.1, 1982, S. 67–81 (PDF; 818 KB).